# Soulja Boy
DeAndre Cortez Way (Chicago, Illinois, 28 de julio de 1990), más conocido por su nombre artístico Soulja Boy Tell 'Em o simplemente Soulja Boy, es un rapero, y productor discográfico estadounidense.
En septiembre de 2007, su sencillo «Crank That» alcanzó el número 1 en la Billboard Hot 100. Hasta el momento Soulja Boy ha lanzado tres álbumes de estudio y un álbum independiente. Su álbum de estudio debut Souljaboytellem.com fue certificado Platino por la RIAA. Sin embargo, sus dos siguientes álbumes, iSouljaBoyTellem y The DeAndre Way no consiguieron el éxito comercial que tuvo el álbum debut.
A pesar de su éxito comercial, su música ha sido objeto de burlas de sus compañeros y de la crítica. Soulja Boy identifica su objetivo como crear música optimista que evita la imagen violenta y negativa que él ve en la mayoría del hip-hop.

## Biografía
DeAndre Way nació en Chicago y se trasladó a Atlanta a la edad de 6 años, donde se interesó en la música rap. Cuando tenía 14 años se trasladó a Batesville, Misisipi, con su padre, que le ofreció un estudio de grabación para que explorase sus ambiciones musicales. Way fundó su discográfica Stars on Deck Entertainment en 2004. En noviembre de 2005, Way publicó sus canciones en la página web SoundClick. Tras recibir críticas positivas en la web, creó sus propias páginas en YouTube y MySpace. En marzo de 2007 grabó «Crank That (Soulja Boy)» y lanzó su primer álbum independiente Unsigned & Still Major: Da Album Before da Album, seguido por un video de bajo presupuesto que mostraba el baile «Crank That». A finales de mayo de 2007, «Crank That» recibió su primer airplay y Way firmó con Interscope Records.

## Carrera

### 2007-08:Souljaboytellem.com

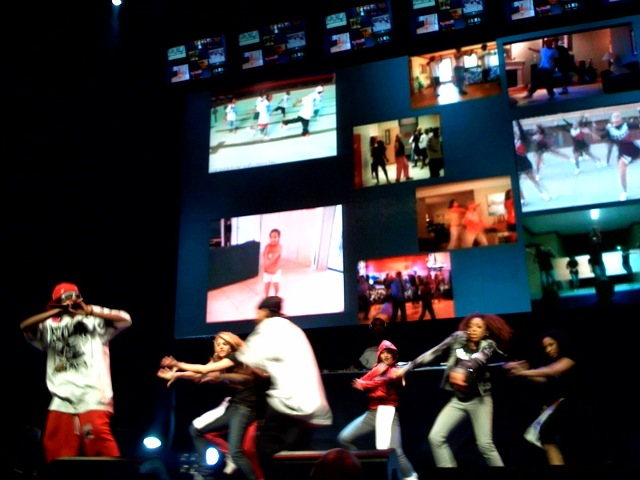
Soulja Boy interpretando «Crank That (Soulja Boy)» en febrero de 2008.

El 12 de agosto de 2007, «Crank That (Soulja Boy)» apareció en la serie ganadora de un Emmy Entourage, y el 1 de septiembre, alcanzó la cima del Billboard Hot 100. Lanzó su primer álbum con una gran discográfica, segundo en total, Souljaboytellem.com, que fue grabado con la versión demo del FL Studio. Llegó al número 4 de la Billboard 200 y de la Top R&B/Hip-Hop Albums.

### 2008-09:iSouljaBoyTellem
El 16 de diciembre de 2008 Way lanzó su segundo álbum, iSouljaBoyTellem, recibiendo críticas negativas. El primer sencillo del álbum, «Bird Walk», llegó a la posición 40 de la Hot R&B/Hip-Hop Songs. «Kiss Me Thru the Phone», con la colaboración de Sammie, llegó al número 3 de la Billboard Hot 100 y al número 1 de la Hot Rap Tracks. La canción vendió unas 2.000.000 de copias digitales en los Estados Unidos, convirtiéndose en su segunda canción que llega a dos millones de descargas.
El 26 de enero de 2009 Way lanzó su tercer sencillo, «Turn My Swag On», que llegó al número 19 de la Billboard Hot 100 y vendió más de 1.000.000 de copias digitales en EE. UU.

### 2009-11:The DeAndre Way
The DeAndre Way es el tercer álbum de Way; fue estrenado el 30 de noviembre de 2010. Él declaró que está destinado a ser su álbum más personal y exitoso hasta el momento. Al hablar sobre posibles colaboraciones, Way dijo que le hubiese gustado trabajar con artistas como Jay-Z, Lil Wayne, Kanye West o Eminem, entre otros. El primer sencillo del álbum, «POW», fue lanzado en enero de 2009 pero no tuvo éxito comercial, y fue convertido en un sencillo promocional. El 30 de octubre de 2009 Way lanzó tres mixtapes: Paranormal Activity, Dat Piff y Cortez. El 18 de febrero de 2010 se anunció que el primer sencillo del álbum sería «All Black Everything», pero fue cancelado y puesto en su mixtape promocional Legendary. El álbum fue titulado The DeAndre Way pero a principios de 2010 el nombre fue cambiado a Dre, con un fragmento de video comercial para «Do It Big» como el primer sencillo, pero también fue cancelado. El nombre se volvió a cambiar a The DeAndre Way en julio de 2010. El 8 de junio de 2010 se lanzó, al fin, el primer sencillo del álbum, «Pretty Boy Swag». Alcanzó el número 34 en la Billboard Hot 100. El segundo sencillo iba a ser «Digital» pero solo fue utilizado en su mixtape promocional Best Rapper. El 31 de agosto de 2010 fue lanzado el segundo sencillo, «Blowing Me Kisses». Hasta la fecha The DeAndre Way solo ha vendido 70.000 copias, siendo el álbum menos vendido de Way.
El 22 de enero de 2011, Way lanzó su primer mixtape del año, Smooky. El 17 de marzo de 2011 lanzó el mixtape 1up, cuya portada está basada en el anime Naruto. El 20 de abril de 2011 Way estrenó el mixtape Juice, cuya portada está basada en la película Juice.
2019
Soulja Boy vuelve a ser tendencia por sus declaraciones en una entrevista de radio, y su exitoso sencillo "New Drip", el cual cuenta ya con más de 12 millones de visitas.

## Vida personal
En marzo de 2022 se hizo público que iba a ser padre por primera vez, con la peluquera Jackilyn Martinez. Anunció el nacimiento de su hijo KeAndre en octubre de 2022.